# جذع الدماغ

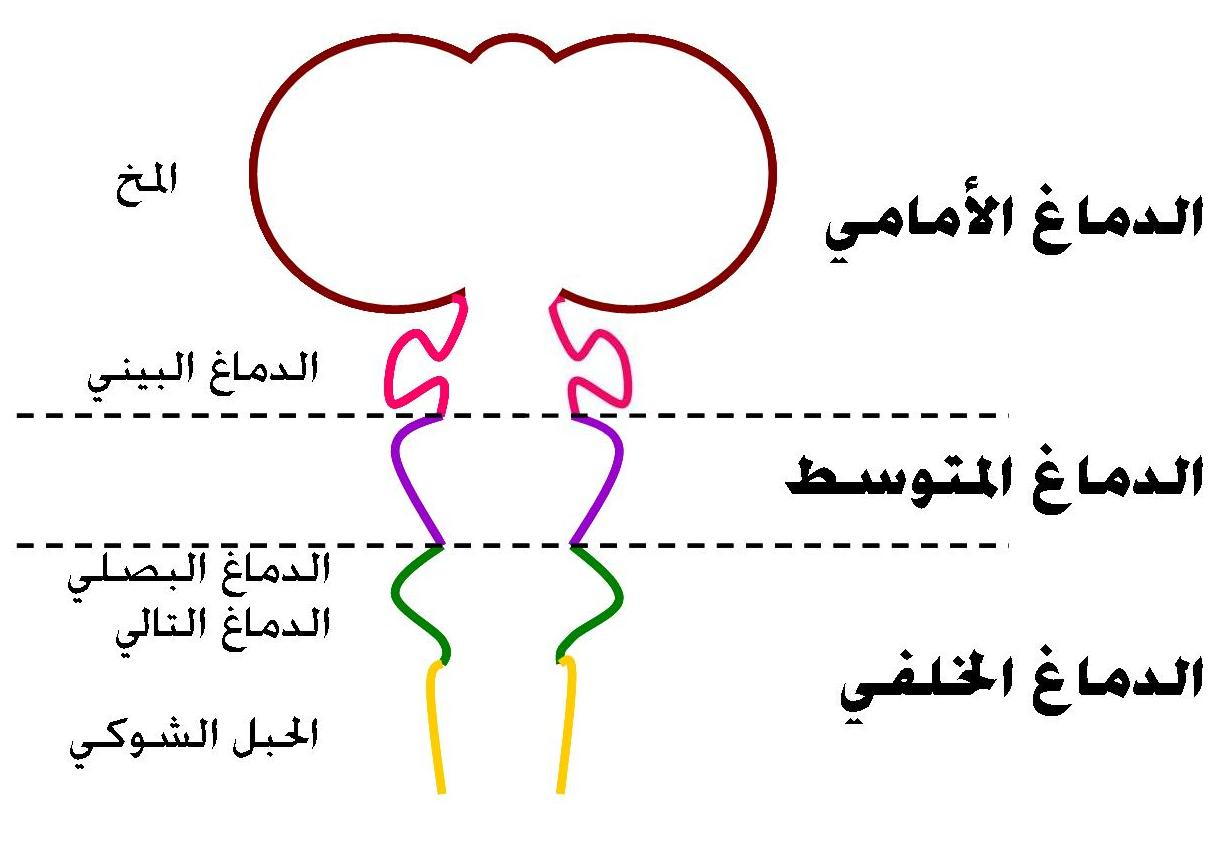
التكوين الجنيني للدماغ ويلاحظ الأقسام الرئيسية لدماغ الكائنات الفقارية

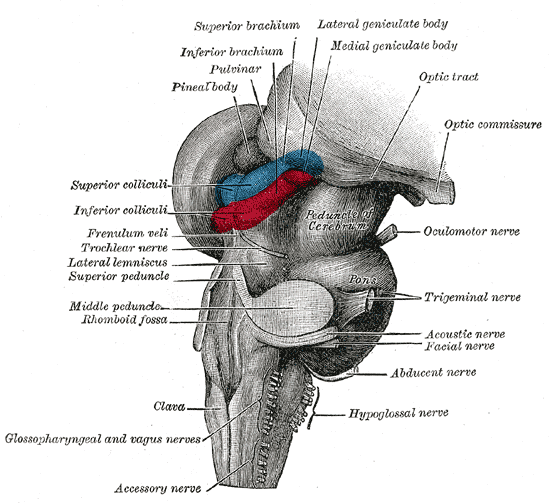
رؤية جانبية لجذع الدماغ

جذع الدماغ أو ساق المخ (بالإنجليزية: brainstem) هو كتلة دماغية تصل بين الدماغ الأمامي (مكون من مخ ودماغ بيني) والنخاع الشوكي، يتألف جذع الدماغ من: الدماغ المتوسط والجسر والنخاع المستطيل، أي أن جذع الدماغ يتكون من: الدماغ المتوسط والدماغ الخلفي عدا المخيخ.
ينقل الأوامر من المخ إلى أعضاء الجسم وينقل المعلومات الحسية من أعضاء الجسم إلى المخ، وتوجد فيه مراكز التنفس وتنظيم الضغط ونظم القلب. ويتحكم في وظائف الجسم الحرجة وغير الإرادية، كما يتحكم في الوعي واليقظة والنوم والإحساس بالألم. وتنشأ منه الأعصاب القحفية من العصب القحفي الثالث وحتى العصب الثاني عشر، حيث أن العصب القحفي الأول (الشمي) والعصب القحفي الثاني (البصر) لا ينشأن من جذع الدماغ، تتحكم الأعصاب القحفية التي تنشأ من جذع الدماغ في أحاسيس الوجه كالعين والأذن والذوق والبلع واللعاب وعضلات الوجه المعبرة.
إن إصابة هذا الجزء من جذع الدماغ غالباً ما تؤدي للوفاة.

## المحتويات
- يقع الدماغ المتوسط فوق الجسر، ويقع الجسر فوق النُخاع المُستطيل، والذي يكون مُتصلاً بالحبل الشوكي وخلفهم يقع المخيخ، و يتصل المُخيخ بجذع الدماغ عن طريق السويقة المُخيخية العلوية Superior Cerebellar Peduncle و السويقة المُخيخية السُفلية Inferior Cerebellar Peduncle. يوجد في الدماغ المتوسط مراكز ردة الفعل البصري، مثال ذلك: عندما تلمس يداك شيء أو يلفت نظرك شيء وتُريد أن تراه أو تتفحصه عن قرب فإنك تلتفت نحوه وتركز بصرك عليه أو تقربه منك وهكذا، وكذلك يحتوي الدماغ الأوسط على مراكز ردة الفعل السمعي، مثال ذلك: تسمع صوتاً ما فتلتفت نحو مصدر الصوت لترى ما هو، كما يحتوي الدماغ الأوسط على نوى للأعصاب القحفية الثالث والرابع.
- يحتوي الجسر على نوى الأعصاب القحفية الخامس والسادس والسابع والثامن
- قي حين يحتوي النخاع المستطيل على نوى الأعصاب القحفية التاسع والعاشر والحادي عشر والثاني عشر.

إن الأعصاب القحفية تُشكل جزء من الجهاز العصبي المُحيطي Peripheral Nervous System.
يتألف جذع الدماغ من الدماغ الأوسط Midbrain والجسر Pons والنُخاع المُستطيل Medulla Oblongata (البصلة السيسائية).
| جهاز عصبي مركزي | دماغ      | دماغ أمامي | الدماغ الانتهائي (المخ)                                                                  | دماغ شمي Rhinencephalon، أميغدالا = لوزة عصبية Amygdala، حصين، قشرة جديدة، بطينات جانبية                          | دماغ شمي Rhinencephalon، أميغدالا = لوزة عصبية Amygdala، حصين، قشرة جديدة، بطينات جانبية                          |
| جهاز عصبي مركزي | دماغ      | دماغ أمامي | دماغ بيني                                                                                | مهيد Epithalamus، مهاد ، الوطاء أو تحت المهاد , مهاد تحتاني Subthalamus، غدة نخامية ، غدة صنوبرية ، البطين الثالث | مهيد Epithalamus، مهاد ، الوطاء أو تحت المهاد , مهاد تحتاني Subthalamus، غدة نخامية ، غدة صنوبرية ، البطين الثالث |
| جهاز عصبي مركزي | دماغ      | دماغ متوسط | سقف (تشرح عصبي) Tectum، سويقة مخية Cerebral peduncle، برتيكتوم Pretectum، المسال الدماغي | سقف (تشرح عصبي) Tectum، سويقة مخية Cerebral peduncle، برتيكتوم Pretectum، المسال الدماغي                          | |
| جهاز عصبي مركزي | دماغ      | دماغ خلفي  | دماغ تالي                                                                                | المخيخ، الجسر | |
| جهاز عصبي مركزي | دماغ      | دماغ خلفي  | دماغ بصلي                                                                                | النخاع المستطيل                                                                                                   | |
| جهاز عصبي مركزي | نخاع شوكي |            |                                                                                          | | |